# Hans Hoffmann (Politiker, 1893)
Hans Hoffmann (* 25. Juli 1893 in Bergzabern; † 24. April 1952 in Wachenheim an der Weinstraße) war ein deutscher Jurist und Politiker (SPD). Er war 1945 Oberbürgermeister von Ludwigshafen am Rhein und von 1947 bis 1951 Landesminister in Rheinland-Pfalz.

## Leben und Beruf
Hoffmann war der Sohn des pfälzischen SPD-Politikers, Reichstagsabgeordneten und späteren bayerischen Ministerpräsidenten Johannes Hoffmann. Nach dem Abitur 1912 am Gymnasium in Kaiserslautern nahm er ein Studium der Rechtswissenschaft und der Volkswirtschaft in Genf, München und Berlin auf, welches er 1915 mit der Promotion zum Dr. jur. beendete. Anschließend nahm er als Soldat am Ersten Weltkrieg teil und geriet in Kriegsgefangenschaft, aus der er 1919 entlassen wurde.
Nach seiner Rückkehr aus der Kriegsgefangenschaft war Hoffmann im Verwaltungsdienst der Kommunalverwaltungen Speyer und Kaiserslautern tätig. Er wechselte 1926 in den Magistrat der Stadt Kiel und wurde 1927 Dezernent der städtischen Werke sowie Dezernent für Steuerangelegenheiten der Stadt. Nach der Machtergreifung der Nationalsozialisten wurde er aus seinen Ämtern entlassen. Zunächst arbeitslos, war er von 1941 bis 1945 als Aushilfe in der Wirtschaftsabteilung beim Reichsstatthalter Westmark beschäftigt. Ab 1946 war er als Rechtsanwalt und Notar in Wachenheim an der Weinstraße bei Bad Dürkheim tätig.

## Partei
Hoffmann trat der SPD bei und war von 1946 bis 1949 Mitglied des Bezirksvorstands der SPD Ludwigshafen am Rhein.

## Abgeordneter
Hoffmann war von 1931 bis 1933 Mitglied des Provinziallandtages Schleswig-Holstein. Er wurde am 30. August 1946 Mitglied der Beratenden Landesversammlung und war hier Vorsitzender der SPD-Fraktion. Dem Rheinland-Pfälzischen Landtag gehörte er von 1947 bis zu seinem Tode an.

## Öffentliche Ämter
Gegen Ende des Zweiten Weltkriegs wurde Hoffmann am 20. April 1945 von den US-Amerikanern als Oberbürgermeister der Stadt Ludwigshafen am Rhein eingesetzt. Am 4. September 1945 wurde er in dieser Funktion von Valentin Bauer abgelöst. Anschließend war er Oberpräsident des vorläufigen Verwaltungsbezirks Mittelrhein-Saar, bis er im Oktober 1945 von der französischen Militärregierung seines Amtes enthoben wurde.
Hoffmann wurde am 9. Juli 1947 als Finanzminister in die von Ministerpräsident Peter Altmeier geführte Landesregierung von Rheinland-Pfalz berufen und erhielt am 9. April 1948 zudem die Leitung des Wiederaufbauressorts. In seiner Funktion als Finanzminister war er Mitglied im Eisenbahn-Verkehrsrat der Betriebsvereinigung der Südwestdeutschen Eisenbahnen, der Staatsbahn in der französisch besetzten Zone.
Am 20. Oktober 1949 trat er gemeinsam mit den beiden anderen SPD-Ministern Jakob Steffan und Wilhelm Bökenkrüger zurück. Er wurde am 14. Dezember 1949 erneut Mitglied der Regierung und wiederum zum Minister für Finanzen und Wiederaufbau ernannt. Nach der Bildung einer christlich-liberalen Koalition schied Hoffmann am 13. Juni 1951 aus der Regierung aus und wurde als Minister von Wilhelm Nowack abgelöst.